# 草原上的小屋
草原上的小屋是劳拉·英格斯·怀德的作品中最有名且最具代表性的系列小说。这部小说是根据她在1870年至1894年于美国中西部的童年和青春期生活经历而撰写的。其中八本小说由怀尔德（Wilder）完成，并由哈珀兄弟（ Harper＆Brothers）出版。被称为“小房子”的书来自她出版的八本系列中的第一和第三本小说。第二本小说是关于她丈夫的童年。第九本小说的初稿于她1971年死后出版，通常包含在该系列中。该书已被广泛地改编为舞台剧或荧幕剧，最成功的是美国电视系列节目大草原上的小房子，从1974年播送至1983年。

## 出版
小房子系列的第一本书，大树林里的小房子，于1932年出版。当第一本书出版时，它的销量很不错。在写小房子系列之前，怀尔德是一家农场杂志的专栏作家。她的女儿罗斯·怀尔德·莱恩（Rose Wilder Lane）是怀尔德（Wilder）撰写和出版第一本书的动力。自第一本书问世以来，已售出约6000万本《小房子》图书。《时代》杂志将《小房子》系列评为“有史以来100部最佳年轻人成长书籍”100部中的第22部。

## 对少数民族的描述
由于描述了美洲原住民，人们对《小房子》提出了批评。关于怀尔德对美国原住民的描写问题的一个重要事件发生在1998年，当时，一个八岁的女孩在她的小学课堂上读了草原上的小房子。该书包含“唯一的好印地安人是死去的印地安人”这一行文字，这显然引起了女孩的困惑。此评论是由一个次要人物提出的，其观点未反映作者的观点。但是，女孩的母亲作为瓦佩顿湾达科塔国家的一员，质疑学校在教室中使用这本书。 此举促使美国图书馆协会进行调查，并最终将怀尔德奖的名称更改为儿童文学遗产奖。该奖项授予那些对美国儿童文学产生重大影响的书籍。